# EHF European Cup der Frauen 2020/21
Am EHF European Cup 2020/21 nahmen 41 Handball-Vereinsmannschaften teil, die sich in der vorangegangenen Saison in ihren Heimatländern für den Wettbewerb qualifiziert hatten. Es war die erste Austragung des EHF European Cups. Die spanische Mannschaft Rincón Fertilidad Málaga gewann den Wettbewerb.

## Runde 1
Die erste Runde wurde nicht ausgetragen.

## Runde 2
Es nahmen lediglich zehn Mannschaften an der 2. Runde teil, nachdem Westfriesland SEW, Pallamano Cassano Magnago, SSV Brixen Südtirol und Valur Reykjavík kurz vor dem Beginn des Wettbewerbs auf eine Teilnahme verzichteten. Die Gewinner wurden üblicherweise in einem Hin- und Rückspiel ermittelt, wobei ausnahmsweise zwei Begegnungen nach nur einer Partie entschieden wurden.

### Qualifizierte Teams
| - Rincón Fertilidad Málaga - Rocasa Gran Canaria - KH-7 BM. Granollers - Valur Reykjavík - Pallamano Cassano Magnago - SSV Brixen Südtirol - Ali-Best Espresso-Mestrino - KHF Istogu - KHF Vushtrria | - ŽRK Čair Skopje - Westfriesland SEW - Alavarium/Love Tiles - ŽRK Naisa Niš - Spono Eagles - DHB Rotweiss Thun - İzmir Büyükşehir Belediyesi GSK - Muratpaşa Belediyesi SK - HK Real |

### Ausgeloste Spiele und Ergebnisse
| Mannschaft 1                           | Mannschaft 2                           | Hinspiel             | Rückspiel            | Gesamt               |
| -------------------------------------- | -------------------------------------- | -------------------- | -------------------- | -------------------- |
| Rocasa Gran Canaria                    | Westfriesland SEW                      | --.--.2020 --:-- Uhr | --.--.2020 --:-- Uhr | 20 : 0               |
| Rocasa Gran Canaria                    | Westfriesland SEW                      | 10 : 0 (0 : 0)       | 10 : 0 (0 : 0)       | 20 : 0               |
| Rincón Fertilidad Málaga               | Valur Reykjavík                        | --.--.2020 --:-- Uhr | --.--.2020 --:-- Uhr | 20 : 0               |
| Rincón Fertilidad Málaga               | Valur Reykjavík                        | 10 : 0 (0 : 0)       | 10 : 0 (0 : 0)       | 20 : 0               |
| DHB Rotweiss Thun Zumstein 6           | Spono Eagles Ljubas 6                  | 10.10.2020 17:00 Uhr | 10.10.2020 17:00 Uhr | 10.10.2020 17:00 Uhr |
| DHB Rotweiss Thun Zumstein 6           | Spono Eagles Ljubas 6                  | 17 : 30 (10 : 14)    |                      |                      |
| DHB Rotweiss Thun Zumstein 6           | Spono Eagles Ljubas 6                  | 0 Zuschauer          |                      |                      |
| Alavarium/Love Tiles Monteiro 9        | KH-7 BM. Granollers Sobrepera Casol 12 | 17.10.2020 18:30 Uhr | 18.10.2020 18:00 Uhr | 31 : 68              |
| Alavarium/Love Tiles Monteiro 9        | KH-7 BM. Granollers Sobrepera Casol 12 | 19 : 38 (13 : 15)    | 12 : 30 (06 : 15)    | 31 : 68              |
| Alavarium/Love Tiles Monteiro 9        | KH-7 BM. Granollers Sobrepera Casol 12 | 450 Zuschauer        | 450 Zuschauer        | 31 : 68              |
| ŽRK Čair Skopje Nikolovska 27          | ŽRK Naisa Niš Filipović 14             | 10.10.2020 18:00 Uhr | 17.10.2020 18:30 Uhr | 49 : 78              |
| ŽRK Čair Skopje Nikolovska 27          | ŽRK Naisa Niš Filipović 14             | 26 : 41 (15 : 17)    | 23 : 37 (15 : 19)    | 49 : 78              |
| ŽRK Čair Skopje Nikolovska 27          | ŽRK Naisa Niš Filipović 14             | 0 Zuschauer          | 0 Zuschauer          | 49 : 78              |
| KHF Vushtrria Rama 17                  | KHF Istogu Muratović 22                | 10.10.2020 18:00 Uhr | 17.10.2020 18:00 Uhr | 45 : 57              |
| KHF Vushtrria Rama 17                  | KHF Istogu Muratović 22                | 21 : 26 (11 : 10)    | 24 : 31 (13 : 17)    | 45 : 57              |
| KHF Vushtrria Rama 17                  | KHF Istogu Muratović 22                | 0 Zuschauer          | 15 Zuschauer         | 45 : 57              |
| İzmir Büyükşehir Belediyesi GSK        | SSV Brixen Südtirol                    | --.--.2020 --:-- Uhr | --.--.2020 --:-- Uhr | 20 : 0               |
| İzmir Büyükşehir Belediyesi GSK        | SSV Brixen Südtirol                    | 10 : 0 (0 : 0)       | 10 : 0 (0 : 0)       | 20 : 0               |
| Pallamano Cassano Magnago              | Muratpaşa Belediyesi SK                | --.--.2020 --:-- Uhr | --.--.2020 --:-- Uhr | 0 : 20               |
| Pallamano Cassano Magnago              | Muratpaşa Belediyesi SK                | 0 : 10 (0 : 0)       | 0 : 10 (0 : 0)       | 0 : 20               |
| Ali-Best Espresso-Mestrino Lucarini 15 | HK Real Aksjonowa 11                   | 17.10.2020 18:30 Uhr | 17.10.2020 18:30 Uhr | 17.10.2020 18:30 Uhr |
| Ali-Best Espresso-Mestrino Lucarini 15 | HK Real Aksjonowa 11                   | 29 : 27 (15 : 12)    |                      |                      |
| Ali-Best Espresso-Mestrino Lucarini 15 | HK Real Aksjonowa 11                   | 0 Zuschauer          |                      |                      |

## Runde 3
Es nahmen nur 22 Mannschaften an der 3. Runde teil, nachdem JuRo Unirek/VZV, ŽORK Jagodina, LK Zug, KA/Þór und Azeryol HC auf eine Teilnahme verzichteten. Die Gewinner wurden üblicherweise in einem Hin- und Rückspiel ermittelt, wobei ausnahmsweise zwei Begegnungen nach nur einer Partie entschieden wurden.

### Qualifizierte Teams
| - ZV Handball Wiener Neustadt - Azeryol HC - HŽRK Grude - ZOR Wiktorija-Berestje - DHC Slavia Prag - CB Atlético Guardés - CB Elche - Rincón Fertilidad Málaga - Rocasa Gran Canaria - KH-7 BM. Granollers - A.C. PAOK - ŽRK Bjelovar - RK Lokomotiva Zagreb - KA/Þór - Ali-Best Espresso-Mestrino - Jomi Salerno | - KHF Ferizaj - KHF Istogu - HB Käerjeng - ŽRK Kumanovo - Kavallieri RS2 - ORK Rudar - JuRo Unirek/VZV - Colégio de Gaia - ŽORK Jagodina - ŽRK Naisa Niš - Spono Eagles - LK Zug - İzmir Büyükşehir Belediyesi GSK - Muratpaşa Belediyesi SK - Yalıkavak Spor Kulübü - HK Halytschanka Lwiw |

### Ausgeloste Spiele und Ergebnisse
| Mannschaft 1                                     | Mannschaft 2                                         | Hinspiel             | Rückspiel            | Gesamt  |
| ------------------------------------------------ | ---------------------------------------------------- | -------------------- | -------------------- | ------- |
| CB Atlético Guardés                              | LK Zug                                               | --.--.2020 --:-- Uhr | --.--.2020 --:-- Uhr | 20 : 0  |
| CB Atlético Guardés                              | LK Zug                                               | 10 : 0 (0 : 0)       | 10 : 0 (0 : 0)       | 20 : 0  |
| Jomi Salerno                                     | KA/Þór                                               | --.--.2020 --:-- Uhr | --.--.2020 --:-- Uhr | 20 : 0  |
| Jomi Salerno                                     | KA/Þór                                               | 10 : 0 (0 : 0)       | 10 : 0 (0 : 0)       | 20 : 0  |
| ŽRK Naisa Niš                                    | Azeryol HC                                           | --.--.2020 --:-- Uhr | --.--.2020 --:-- Uhr | 20 : 0  |
| ŽRK Naisa Niš                                    | Azeryol HC                                           | 10 : 0 (0 : 0)       | 10 : 0 (0 : 0)       | 20 : 0  |
| CB Elche Musons, Martínez je 13                  | KH-7 BM. Granollers González Sánchez 9               | 14.11.2020 18:00 Uhr | 22.11.2020 19:30 Uhr | 60 : 42 |
| CB Elche Musons, Martínez je 13                  | KH-7 BM. Granollers González Sánchez 9               | 26 : 22 (11 : 12)    | 34 : 20 (16 : 14)    | 60 : 42 |
| CB Elche Musons, Martínez je 13                  | KH-7 BM. Granollers González Sánchez 9               | 0 Zuschauer          | 0 Zuschauer          | 60 : 42 |
| JuRo Unirek/VZV                                  | Spono Eagles                                         | --.--.2020 --:-- Uhr | --.--.2020 --:-- Uhr | 0 : 20  |
| JuRo Unirek/VZV                                  | Spono Eagles                                         | 0 : 10 (0 : 0)       | 0 : 10 (0 : 0)       | 0 : 20  |
| Rincón Fertilidad Málaga Bravo Baldomero 17      | ZV Handball Wiener Neustadt Prokop, Stockhammer je 5 | 21.11.2020 17:00 Uhr | 22.11.2020 19:00 Uhr | 64 : 32 |
| Rincón Fertilidad Málaga Bravo Baldomero 17      | ZV Handball Wiener Neustadt Prokop, Stockhammer je 5 | 31 : 15 (17 : 10)    | 33 : 17 (17 : 07)    | 64 : 32 |
| Rincón Fertilidad Málaga Bravo Baldomero 17      | ZV Handball Wiener Neustadt Prokop, Stockhammer je 5 | 20 Zuschauer         | 20 Zuschauer         | 64 : 32 |
| Kavallieri RS2 Drugović, E. Xuereb je 7          | A.C. PAOK Gkatziou 17                                | 20.11.2020 18:00 Uhr | 22.11.2020 18:00 Uhr | 24 : 82 |
| Kavallieri RS2 Drugović, E. Xuereb je 7          | A.C. PAOK Gkatziou 17                                | 16 : 46 (06 : 23)    | 08 : 36 (06 : 17)    | 24 : 82 |
| Kavallieri RS2 Drugović, E. Xuereb je 7          | A.C. PAOK Gkatziou 17                                | 40 Zuschauer         | 40 Zuschauer         | 24 : 82 |
| DHC Slavia Prag Galušková 13                     | HB Käerjeng Zuk 10                                   | 21.11.2020 19:00 Uhr | 22.11.2020 18:00 Uhr | 62 : 40 |
| DHC Slavia Prag Galušková 13                     | HB Käerjeng Zuk 10                                   | 37 : 21 (21 : 10)    | 25 : 19 (15 : 10)    | 62 : 40 |
| DHC Slavia Prag Galušková 13                     | HB Käerjeng Zuk 10                                   | 60 Zuschauer         | 58 Zuschauer         | 62 : 40 |
| ŽRK Bjelovar                                     | ŽORK Jagodina                                        | --.--.2020 --:-- Uhr | --.--.2020 --:-- Uhr | 20 : 0  |
| ŽRK Bjelovar                                     | ŽORK Jagodina                                        | 10 : 0 (0 : 0)       | 10 : 0 (0 : 0)       | 20 : 0  |
| ZOR Wiktorija-Berestje Siwucha 15                | KHF Istogu Muratović 25                              | 21.11.2020 18:00 Uhr | 22.11.2020 18:00 Uhr | 62 : 61 |
| ZOR Wiktorija-Berestje Siwucha 15                | KHF Istogu Muratović 25                              | 30 : 33 (17 : 18)    | 32 : 28 (16 : 15)    | 62 : 61 |
| ZOR Wiktorija-Berestje Siwucha 15                | KHF Istogu Muratović 25                              | 0 Zuschauer          | 0 Zuschauer          | 62 : 61 |
| Rocasa Gran Canaria Rodríguez 9                  | Colégio de Gaia Santos 8                             | 21.11.2020 18:00 Uhr | 22.11.2020 18:00 Uhr | 61 : 29 |
| Rocasa Gran Canaria Rodríguez 9                  | Colégio de Gaia Santos 8                             | 31 : 16 (14 : 09)    | 30 : 13 (16 : 06)    | 61 : 29 |
| Rocasa Gran Canaria Rodríguez 9                  | Colégio de Gaia Santos 8                             | 100 Zuschauer        | 100 Zuschauer        | 61 : 29 |
| Ali-Best Espresso-Mestrino Stefanelli 10         | RK Lokomotiva Zagreb L. Kalaus 12                    | 21.11.2020 18:00 Uhr | 22.11.2020 14:00 Uhr | 32 : 65 |
| Ali-Best Espresso-Mestrino Stefanelli 10         | RK Lokomotiva Zagreb L. Kalaus 12                    | 14 : 30 (07 : 13)    | 18 : 35 (08 : 16)    | 32 : 65 |
| Ali-Best Espresso-Mestrino Stefanelli 10         | RK Lokomotiva Zagreb L. Kalaus 12                    | 0 Zuschauer          | 0 Zuschauer          | 32 : 65 |
| HK Halytschanka Lwiw Furmanez, Dmytryschyn je 12 | ŽRK Kumanovo Borizovska 11                           | 20.11.2020 18:00 Uhr | 22.11.2020 11:00 Uhr | 64 : 43 |
| HK Halytschanka Lwiw Furmanez, Dmytryschyn je 12 | ŽRK Kumanovo Borizovska 11                           | 33 : 17 (11 : 08)    | 31 : 26 (15 : 16)    | 64 : 43 |
| HK Halytschanka Lwiw Furmanez, Dmytryschyn je 12 | ŽRK Kumanovo Borizovska 11                           | 0 Zuschauer          | 0 Zuschauer          | 64 : 43 |
| Yalıkavak Spor Kulübü Şahin 17                   | İzmir Büyükşehir Belediyesi GSK Kıcıroğlu 14         | 15.11.2020 15:00 Uhr | 21.11.2020 15:00 Uhr | 61 : 48 |
| Yalıkavak Spor Kulübü Şahin 17                   | İzmir Büyükşehir Belediyesi GSK Kıcıroğlu 14         | 30 : 26 (15 : 11)    | 31 : 22 (19 : 12)    | 61 : 48 |
| Yalıkavak Spor Kulübü Şahin 17                   | İzmir Büyükşehir Belediyesi GSK Kıcıroğlu 14         | 55 Zuschauer         | 50 Zuschauer         | 61 : 48 |
| Muratpaşa Belediyesi SK Yapıcı 11                | KHF Ferizaj Kelmendi, Stagova je 8                   | 14.11.2020 13:00 Uhr | 15.11.2020 13:00 Uhr | 72 : 31 |
| Muratpaşa Belediyesi SK Yapıcı 11                | KHF Ferizaj Kelmendi, Stagova je 8                   | 40 : 15 (19 : 07)    | 32 : 16 (16 : 04)    | 72 : 31 |
| Muratpaşa Belediyesi SK Yapıcı 11                | KHF Ferizaj Kelmendi, Stagova je 8                   | 50 Zuschauer         | 43 Zuschauer         | 72 : 31 |
| HŽRK Grude Čutura, Ilić je 12                    | ORK Rudar Vujadinović, Mitrović je 8                 | 13.11.2020 16:00 Uhr | 14.11.2020 15:00 Uhr | 59 : 51 |
| HŽRK Grude Čutura, Ilić je 12                    | ORK Rudar Vujadinović, Mitrović je 8                 | 29 : 29 (16 : 11)    | 30 : 22 (17 : 11)    | 59 : 51 |
| HŽRK Grude Čutura, Ilić je 12                    | ORK Rudar Vujadinović, Mitrović je 8                 | 0 Zuschauer          | 0 Zuschauer          | 59 : 51 |

## Achtelfinale
Es nahmen nur 14 Mannschaften am Achtelfinale teil, nachdem die Spono Eagles auf eine Teilnahme verzichteten. Die Gewinner wurden üblicherweise in einem Hin- und Rückspiel ermittelt, wobei ausnahmsweise eine Begegnung nach nur einer Partie entschieden wurde.

### Qualifizierte Teams
| - HŽRK Grude - ZOR Wiktorija-Berestje - DHC Slavia Prag - CB Atlético Guardés - CB Elche - Rincón Fertilidad Málaga - Rocasa Gran Canaria - A.C. PAOK | - ŽRK Bjelovar - RK Lokomotiva Zagreb - Jomi Salerno - ŽRK Naisa Niš - Spono Eagles - Muratpaşa Belediyesi SK - Yalıkavak Spor Kulübü - HK Halytschanka Lwiw |

### Ausgeloste Spiele und Ergebnisse
| Mannschaft 1                         | Mannschaft 2                                  | Hinspiel             | Rückspiel            | Gesamt  |
| ------------------------------------ | --------------------------------------------- | -------------------- | -------------------- | ------- |
| Spono Eagles                         | DHC Slavia Prag                               | --.--.2021 --:-- Uhr | --.--.2021 --:-- Uhr | 0 :20   |
| Spono Eagles                         | DHC Slavia Prag                               | 0 : 10 (0 : 0)       | 0 : 10 (0 : 0)       | 0 :20   |
| CB Elche                             | CB Atlético Guardés                           | --.--.2021 --:-- Uhr | --.--.2021 --:-- Uhr | 0 :20   |
| CB Elche                             | CB Atlético Guardés                           | 0 : 10 (0 : 0)       | 0 : 10 (0 : 0)       | 0 :20   |
| Rincón Fertilidad Málaga Bravo 14    | ŽRK Naisa Niš Stojanovska 11                  | 16.01.2021 18:00 Uhr | 17.01.2021 18:00 Uhr | 60 : 46 |
| Rincón Fertilidad Málaga Bravo 14    | ŽRK Naisa Niš Stojanovska 11                  | 37 : 24 (21 : 12)    | 23 : 22 (12 : 12)    | 60 : 46 |
| Rincón Fertilidad Málaga Bravo 14    | ŽRK Naisa Niš Stojanovska 11                  | 0 Zuschauer          | 0 Zuschauer          | 60 : 46 |
| A.C. PAOK Chatziparasidou 15         | ŽRK Bjelovar Gavrić 8                         | 15.01.2021 16:00 Uhr | 17.01.2021 16:00 Uhr | 58 : 45 |
| A.C. PAOK Chatziparasidou 15         | ŽRK Bjelovar Gavrić 8                         | 28 : 21 (11 : 11)    | 30 : 24 (14 : 09)    | 58 : 45 |
| A.C. PAOK Chatziparasidou 15         | ŽRK Bjelovar Gavrić 8                         | 50 Zuschauer         | 50 Zuschauer         | 58 : 45 |
| Jomi Salerno Manojlovic 9            | RK Lokomotiva Zagreb Šimara 17                | 16.01.2021 17:00 Uhr | 17.01.2021 15:00 Uhr | 40 : 67 |
| Jomi Salerno Manojlovic 9            | RK Lokomotiva Zagreb Šimara 17                | 22 : 33 (13 : 17)    | 18 : 34 (06 : 19)    | 40 : 67 |
| Jomi Salerno Manojlovic 9            | RK Lokomotiva Zagreb Šimara 17                | 0 Zuschauer          | 0 Zuschauer          | 40 : 67 |
| ZOR Wiktorija-Berestje Schynkaruk 12 | HK Halytschanka Lwiw Dmytryschyn 14           | 16.01.2021 17:00 Uhr | 17.01.2021 14:00 Uhr | 42 : 61 |
| ZOR Wiktorija-Berestje Schynkaruk 12 | HK Halytschanka Lwiw Dmytryschyn 14           | 26 : 32 (18 : 14)    | 16 : 29 (09 : 16)    | 42 : 61 |
| ZOR Wiktorija-Berestje Schynkaruk 12 | HK Halytschanka Lwiw Dmytryschyn 14           | 0 Zuschauer          | 0 Zuschauer          | 42 : 61 |
| Yalıkavak Spor Kulübü Şahin 21       | Muratpaşa Belediyesi SK Kılıç 18              | 10.01.2021 13:00 Uhr | 17.01.2021 13:00 Uhr | 67 : 46 |
| Yalıkavak Spor Kulübü Şahin 21       | Muratpaşa Belediyesi SK Kılıç 18              | 39 : 20 (20 : 13)    | 28 : 26 (14 : 16)    | 67 : 46 |
| Yalıkavak Spor Kulübü Şahin 21       | Muratpaşa Belediyesi SK Kılıç 18              | - Zuschauer          | 55 Zuschauer         | 67 : 46 |
| HŽRK Grude Čutura, Vujić je 9        | Rocasa Gran Canaria Rodríguez, Spugnini je 13 | 15.01.2021 17:00 Uhr | 16.01.2021 17:00 Uhr | 40 : 72 |
| HŽRK Grude Čutura, Vujić je 9        | Rocasa Gran Canaria Rodríguez, Spugnini je 13 | 22 : 29 (10 : 15)    | 18 : 43 (10 : 27)    | 40 : 72 |
| HŽRK Grude Čutura, Vujić je 9        | Rocasa Gran Canaria Rodríguez, Spugnini je 13 | 0 Zuschauer          | 0 Zuschauer          | 40 : 72 |

## Viertelfinale
Es nahmen acht Mannschaften am Viertelfinale teil. Die Gewinner wurden üblicherweise in einem Hin- und Rückspiel ermittelt, wobei ausnahmsweise eine Begegnung nach nur einer Partie entschieden wurde.

### Qualifizierte Teams
| - DHC Slavia Prag - CB Atlético Guardés - Rincón Fertilidad Málaga - Rocasa Gran Canaria | - A.C. PAOK - RK Lokomotiva Zagreb - Yalıkavak Spor Kulübü - HK Halytschanka Lwiw |

### Ausgeloste Spiele und Ergebnisse
| Mannschaft 1                                  | Mannschaft 2                              | Hinspiel             | Rückspiel            | Gesamt               |
| --------------------------------------------- | ----------------------------------------- | -------------------- | -------------------- | -------------------- |
| HK Halytschanka Lwiw Dmytryschyn 13           | CB Atlético Guardés Buforn, Santiago je 7 | 14.02.2021 13:00 Uhr | 21.02.2021 19:00 Uhr | 40 : 48              |
| HK Halytschanka Lwiw Dmytryschyn 13           | CB Atlético Guardés Buforn, Santiago je 7 | 16 : 24 (08 : 13)    | 24 : 24 (07 : 13)    | 40 : 48              |
| HK Halytschanka Lwiw Dmytryschyn 13           | CB Atlético Guardés Buforn, Santiago je 7 | 50 Zuschauer         | 0 Zuschauer          | 40 : 48              |
| Rincón Fertilidad Málaga Medeiros, López je 8 | A.C. PAOK Gkatziou 11                     | 19.02.2021 16:00 Uhr | 21.02.2021 16:00 Uhr | 52 : 44              |
| Rincón Fertilidad Málaga Medeiros, López je 8 | A.C. PAOK Gkatziou 11                     | 30 : 21 (17 : 10)    | 22 : 23 (12 : 10)    | 52 : 44              |
| Rincón Fertilidad Málaga Medeiros, López je 8 | A.C. PAOK Gkatziou 11                     | 0 Zuschauer          | 0 Zuschauer          | 52 : 44              |
| RK Lokomotiva Zagreb Posavec 15               | DHC Slavia Prag Galušková 11              | 13.02.2021 18:00 Uhr | 14.02.2021 18:00 Uhr | 61 : 52              |
| RK Lokomotiva Zagreb Posavec 15               | DHC Slavia Prag Galušková 11              | 30 : 25 (12 : 10)    | 31 : 27 (13 : 13)    | 61 : 52              |
| RK Lokomotiva Zagreb Posavec 15               | DHC Slavia Prag Galušková 11              | 0 Zuschauer          | 0 Zuschauer          | 61 : 52              |
| Yalıkavak Spor Kulübü Şahin 10                | Rocasa Gran Canaria Rodríguez 5           | 21.02.2021 14:00 Uhr | 21.02.2021 14:00 Uhr | 21.02.2021 14:00 Uhr |
| Yalıkavak Spor Kulübü Şahin 10                | Rocasa Gran Canaria Rodríguez 5           | 28 : 25 (16 : 12)    |                      |                      |
| Yalıkavak Spor Kulübü Şahin 10                | Rocasa Gran Canaria Rodríguez 5           | 50 Zuschauer         |                      |                      |

## Halbfinale
Es nahmen vier Mannschaften am Halbfinale teil. Der Sieger im spanische Derby wurde in einem Hin- und Rückspiel ermittelt. In der zweiten Paarung zog RK Lokomotiva Zagreb kampflos in das Finale ein.

### Qualifizierte Teams
| - CB Atlético Guardés - Rincón Fertilidad Málaga | - RK Lokomotiva Zagreb - Yalıkavak Spor Kulübü |

### Ausgeloste Spiele und Ergebnisse
| Mannschaft 1                                            | Mannschaft 2                                          | Hinspiel             | Rückspiel            | Gesamt  |
| ------------------------------------------------------- | ----------------------------------------------------- | -------------------- | -------------------- | ------- |
| Yalıkavak Spor Kulübü                                   | RK Lokomotiva Zagreb                                  | --.--.2021 --:-- Uhr | --.--.2021 --:-- Uhr | 0 : 20  |
| Yalıkavak Spor Kulübü                                   | RK Lokomotiva Zagreb                                  | 0 : 10 (0 : 00)      | 0 : 10 (0 : 00)      | 0 : 20  |
| CB Atlético Guardés Rajnohová, Arcos Poveda, Urban je 6 | Rincón Fertilidad Málaga Arderíus, López Jiménez je 7 | 28.03.2021 20:00 Uhr | 12.04.2021 19:00 Uhr | 37 : 44 |
| CB Atlético Guardés Rajnohová, Arcos Poveda, Urban je 6 | Rincón Fertilidad Málaga Arderíus, López Jiménez je 7 | 18 : 23 (10 : 13)    | 19 : 21 (09 : 07)    | 37 : 44 |
| CB Atlético Guardés Rajnohová, Arcos Poveda, Urban je 6 | Rincón Fertilidad Málaga Arderíus, López Jiménez je 7 | 55 Zuschauer         | 400 Zuschauer        | 37 : 44 |

## Finale
Es nahmen die zwei Sieger aus dem Halbfinale teil. Das Hinspiel fand am 1. Mai 2021 statt. Das Rückspiel fand am 8. Mai 2021 statt.

### Ausgeloste Spiele und Ergebnisse
| Mannschaft 1                      | Mannschaft 2                      | Hinspiel           | Rückspiel          | Gesamt  |
| --------------------------------- | --------------------------------- | ------------------ | ------------------ | ------- |
| Rincón Fertilidad Málaga Doiro 14 | RK Lokomotiva Zagreb L. Kalaus 16 | 01.05.21 19:00 Uhr | 08.05.21 20:00 Uhr | 60 : 59 |
| Rincón Fertilidad Málaga Doiro 14 | RK Lokomotiva Zagreb L. Kalaus 16 | 32 : 28 (14 : 11)  | 28 : 31 (14 : 18)  | 60 : 59 |
| Rincón Fertilidad Málaga Doiro 14 | RK Lokomotiva Zagreb L. Kalaus 16 | 400 Zuschauer      | 0 Zuschauer        | 60 : 59 |

### Hinspiel
Rincón Fertilidad Málaga - RK Lokomotiva Zagreb  32 : 28 (14 : 11)
1. Mai 2021 in Málaga, Polideportivo Ciudad Jardín, 400 Zuschauer.
Rincón Fertilidad Málaga: Castellanos, Fernádez – Doiro (9), Bravo (6), Arderíus (4), E. López Jiménez  (4), S. López Jiménez  (3), Rojas  (2), Campigli (1), Pérez Martín (1), Gutierez Mora     , dos Santos Medeiros (1), Sánchez Cano, García Ávila
RK Lokomotiva Zagreb: Ivančok, Bešen – L. Kalaus  (10), Gavrić   (8), Japundža (6), S. Posavec (2), Šimara (1), Vojnović  (1), P. Posavec, Kaselj, Ćurić, D. Kalaus  , Posavac, Bilandžić, Sedloska, Prkačin
Schiedsrichter:  Aušra Žalienė, Viktorija Kijauskaitė

### Rückspiel
RK Lokomotiva Zagreb - Rincón Fertilidad Málaga  31 : 28 (18 : 14)
8. Mai 2021 in Zagreb, SD Trešnjevka, - Zuschauer.
RK Lokomotiva Zagreb: Ivančok, Bešen – D. Kalaus  (6), L. Kalaus   (6), S. Posavec   (5), P. Posavec (4), Gavrić (4), Ćurić (2), Šimara (1), Vojnović (1), Japundža (1), Prkačin (1), Kaselj, Fureš, Bilandžić, Sedloska
Rincón Fertilidad Málaga: Castellanos, Fernádez – S. López Jiménez (7), Doiro  (5), dos Santos Medeiros  (5), Arderíus (3), E. López Jiménez (3), Bravo (2), García Ávila   (2), Pérez Martín (1), Campigli , Gutierez Mora, Sánchez Cano, Rojas 
Schiedsrichter:  Elena Pobedryna, Maryna Duplyj

## Statistiken

### Torschützenliste
Die Torschützenliste zeigt die drei besten Torschützinnen des EHF-Europapokals 2020/21.
Zu sehen sind die Nation der Spielerin, der Name, die Position, der Verein, die gespielten Spiele, die Tore und die Ø-Tore.
| Pl. | Nation   | Spieler               | Pos. | Verein                   | Sp. | Tore | Ø    |
| --- | -------- | --------------------- | ---- | ------------------------ | --- | ---- | ---- |
| 1.  | Kroatien | Larissa Kalaus        | (RL) | RK Lokomotiva Zagreb     | 8   | 49   | 6,13 |
| 2.  | Spanien  | Soledad López Jiménez | (LA) | Rincón Fertilidad Málaga | 10  | 48   | 4,80 |
| 2.  | Turkei   | Yasemin Şahin         | (LA) | Yalıkavak Spor Kulübü    | 5   | 48   | 9,60 |